# 1992 UB1
1992 UB1 är en asteroid i huvudbältet som upptäcktes den 19 oktober 1992 av de båda japanska astronomerna Seiji Ueda och Hiroshi Kaneda i Kushiro.
Asteroiden har en diameter på ungefär 5 kilometer.